# 1455
Năm 1455 là một năm trong lịch Julius.